# Maison Știrbei
 (décembre 2020).
La Maison Știrbei, depuis le XVIe siècle, il existe certaines traces de l'existence de cette famille, déjà florissante à cette époque, et qui était étroitement liée à Buzeştii.
Le grand vornique Cernica Ştirbei, en 1608, à l'époque du prince Radu Şerban, gendre de Mihai W., construisit le monastère nommé «Cernica» du comté d'Ilfov, sur une île du lac Colentina près de Bucarest. L'ancien ermitage a été dévasté par une peste, mais il a été renouvelé au siècle dernier.

## Histoire
Un passage du colonel Papazoglu dans l'Histoire de la Fondation de Bucarest, qui dit: «le monastère des moines Cernica, fondé en 1608, par le vornic Cernica et
Jupaneasa de Kiajna et un autre couvent établi par le Kiajna Jupaneasa, tous deux dotés de grandes propriétés. Oreille celle des religieuses, a été piétinée et volée par les Tartares une nuit, et depuis elle a été abolie ... », - cela nous aide beaucoup par le nom de l'épouse de Cernica. En effet, on peut identifier le vernic Cernica avec celui que nous donne le document (Archiva Stat. B. mon. C.), formant ainsi une ancienne filiation de la famille:
Cernica était vornique en 1603, épousa Chiajna et, avant 1620, construisit le monastère Iazerul (plus tard Cernica). - Son père, c'est-à-dire le plus ancien connu de cette nation, était:
Ionaşco commis, alors grand échanson en 1568, marié à la maîtresse Neacşa, avec qui, en dehors de Cernica, il eut un autre fils: Paraschiv Postelnicul, marié depuis 1681, deux filles, Chiajna et Elina.
Cernicaavudefiupe: IuzbaşaDragomir, 1676.1681.
Teodor Ştirbei clucerul, le premier à porter ainsi son nom de famille, est avec sa femme Maria dans un hrisov de 1660, quand il était vieux. - En grande commission, il cite Teodor odor tirbei, acte du 28 mai 1628.
Boer Ivasco Ştirbei, vécut à l'époque de MateiYv.Basaraba. En raison du manque de données suffisantes, nous ne serons pas en mesure d'établir la prochaine affiliation des enfants qui sont répertoriés ici, mais qui étaient étroitement liés.
Cernica vel armaş Ştirbei (la1691) ereaclucerîn1677 si ver cu Constantin, soigne une se fu mare Ban, si cu Radu. En tant que grand tireur, cité dans de nombreux documents.